# Jean Pessina
Jean Pessina es un deportista suizo que compitió en piragüismo en la modalidad de eslalon. Ganó tres medallas en el Campeonato Mundial de Piragüismo en Eslalon entre los años 1957 y 1961.

## Palmarés internacional
| Campeonato Mundial | Campeonato Mundial | Campeonato Mundial | Campeonato Mundial |
| Año                | Lugar              | Medalla            | Competición        |
| ------------------ | ------------------ | ------------------ | ------------------ |
| 1957               | Augsburgo (RFA)    | Medalla de plata   | C2 por equipos     |
| 1959               | Ginebra (Suiza)    | Medalla de bronce  | C2 por equipos     |
| 1961               | Hainsberg (RDA)    | Medalla de bronce  | C2 por equipos     |